# مامروخ
مامروخ (به لاتین: Mamrux) یک منطقه مسکونی در جمهوری آذربایجان است که در شهرستان زاقاتالا واقع شده است. مامروخ ۲۱۵۰ نفر جمعیت دارد.